# エディンソン・ボルケス
エディンソン・ボルケス（Edinson Volquez, 1983年7月3日 - ）は、ドミニカ共和国バラオーナ州出身の元プロ野球選手（投手）、野球指導者。右投右打。

## 経歴

### プロ入りとレンジャーズ時代
2001年10月29日にテキサス・レンジャーズと契約を結んでプロ入り。
2005年8月30日のシカゴ・ホワイトソックス戦でメジャーデビューを果たした。6試合に登板して0勝4敗・防御率14.21の成績でメジャー1年目を終えた。
2006年シーズン2回目の登板となった7月12日にメジャー初勝利を挙げたが、その後は5連敗でシーズンを終えた。
2007年は制球難が深刻なためマイナーでメカニックスを改造し、チェンジアップのキレがよくなった。マイナーで14勝6敗・防御率3.67を記録し、9月にメジャー昇格を果たした。6試合に登板し2勝1敗・防御率4.50の成績を残し、シーズン終了後にはレンジャーズ傘下の最優秀マイナー投手に選出された。

### レッズ時代

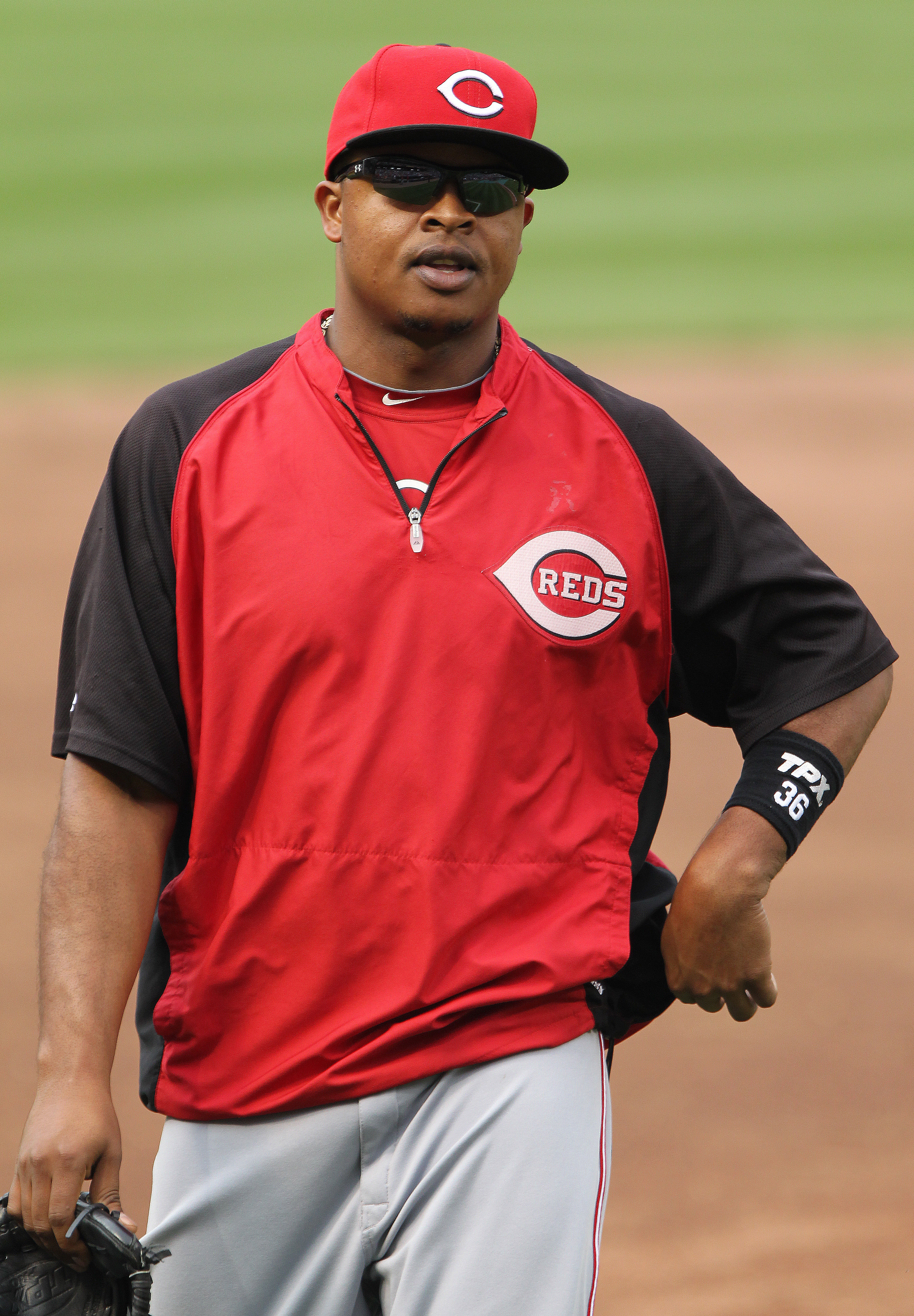
シンシナティ・レッズ時代
(2011年6月25日)

2007年12月21日にジョシュ・ハミルトンとのトレードで、ダニエル・レイ・ヘレーラと共にアーロン・ハラング、ブロンソン・アローヨに続く先発ローテーションを必要とするシンシナティ・レッズへ移籍した。
レッズではマリオ・ソトにボルケスとジョニー・クエトの教育係に依頼。ソトはボルケスとクエトに対し、登板の際に違反すれば罰金250ドルのルールを10項目以上課した。
2008年のスプリングトレーニング中のプレシーズン・ゲームで20イニングを投げ、奪三振26に対し与四球は4と好投し、先発入りを果たし、4月・5月と2か月連続で防御率1点台を記録した。7月以降は月間防御率が4点台で推移したが、オールスター初選出を果たし、17勝・防御率3.21・206奪三振でチーム投手三冠を達成。
2009年は開幕前の3月に開催された第2回ワールド・ベースボール・クラシック(WBC)のドミニカ共和国代表に選出された。
シーズンでは開幕投手を務めた。しかし、6月1日以降登板がなく、8月3日にトミー・ジョン手術を受けた。復帰は2010年の7月から8月ころの復帰が見込まれていた。
2010年4月20日、競技力向上に効果がある禁止薬物 (performance-enhancing drug) に陽性反応を示したため、21日から50試合の出場停止処分となった。

### パドレス時代
2011年12月17日にマット・レイトスとの1対4のトレードで、ヨンダー・アロンソ、ヤズマニ・グランダル、ブラッド・ボックスバーガーと共にサンディエゴ・パドレスへ移籍した。
2012年は、32試合に登板して11勝11敗、防御率4.14、174奪三振を記録した。
2013年は開幕前の3月に開催された第3回WBCのドミニカ共和国代表に選出され、2大会連続2度目の選出を果たした。

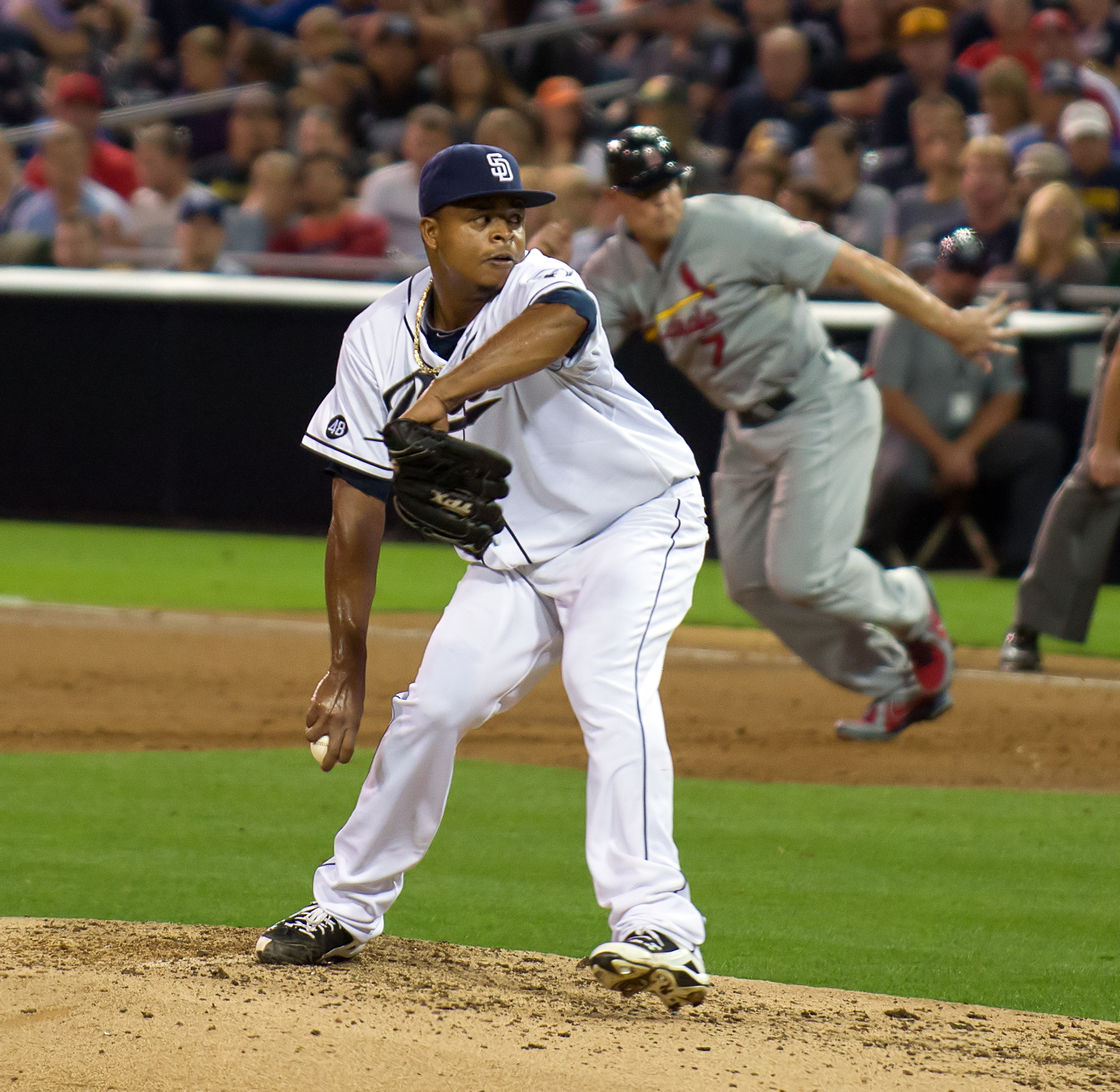
サンディエゴ・パドレス時代
(2012年9月11日)

シーズンでは自身2度目の開幕投手を務めた。しかし、27試合に登板して9勝10敗、防御率6.01と不本意な成績で8月27日にDFAとなった。

### ドジャース時代
2013年8月30日にロサンゼルス・ドジャースと契約した。ドジャースでは6試合に登板して0勝2敗、防御率4.18、26奪三振を記録した。オフの10月31日にFAとなった。

### パイレーツ時代

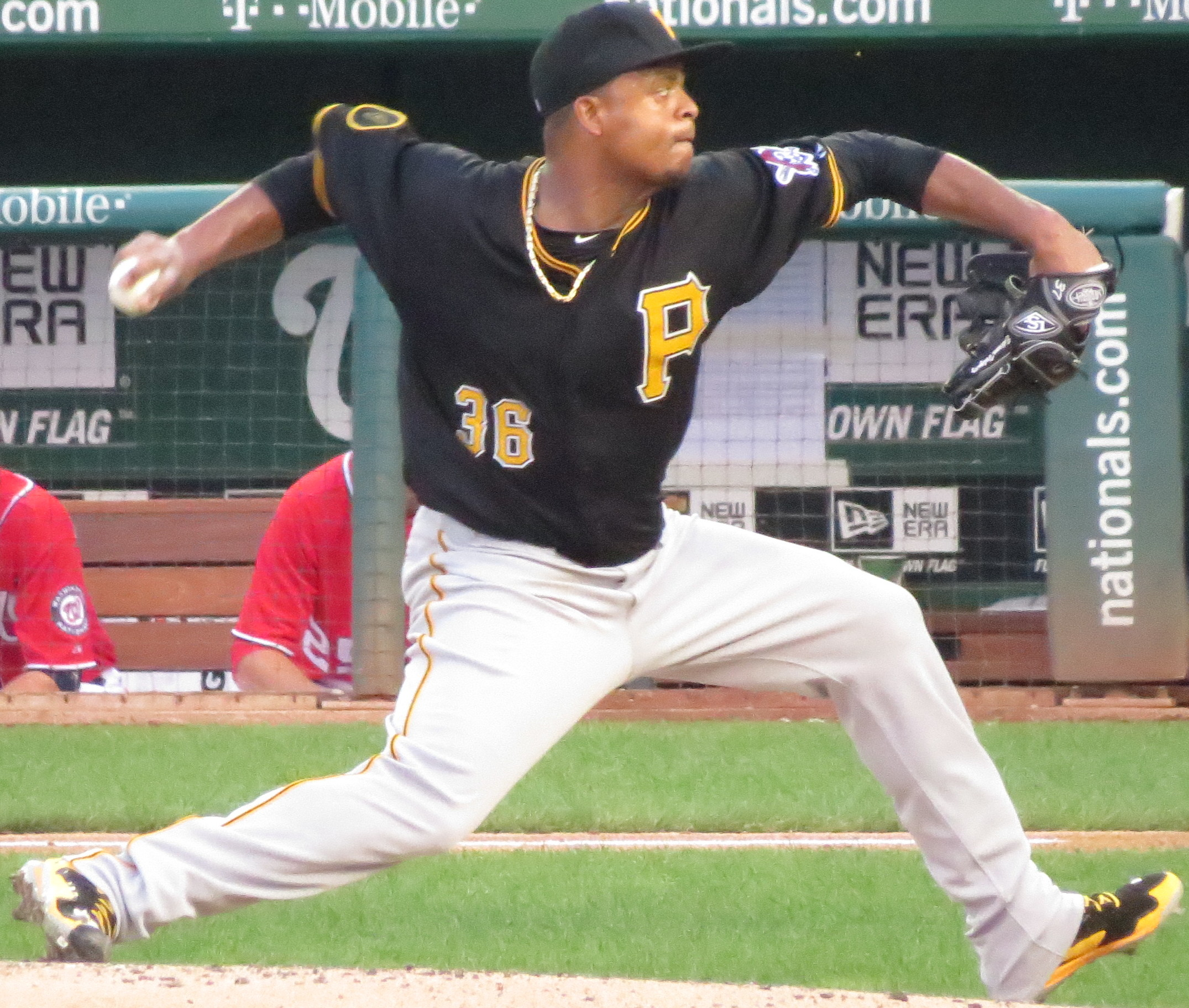
ピッツバーグ・パイレーツ時代
(2014年8月17日)

2013年12月13日にピッツバーグ・パイレーツと500万ドルの1年契約を結んだ。
2014年は32試合に先発登板して13勝7敗、防御率3.04、140奪三振を記録した。オフの10月30日にFAとなった。

### ロイヤルズ時代
2014年12月29日にカンザスシティ・ロイヤルズと総額2000万ドルの2年契約（2017年・1000万ドルのミューチュアル・オプション付き）を結んだ。
2015年4月23日のホワイトソックス戦で乱闘を起こし、退場処分を受けた。26日に5試合の出場停止処分を科された。ロイヤルズ加入1年目となる同年は、自身初となる200.0イニングを突破し、2年連続で13勝（9敗）を挙げた。防御率も3.00台をキープし、チームのプレーオフ進出とワールドシリーズ制覇に貢献した。
2016年は34試合に先発登板し、3年連続二桁勝利となる10勝を挙げたが、11敗を喫して僅かに負け越し、リーグワーストの113自責点で防御率5.37に終わるなど、投球内容自体はイマイチだった。オフの11月4日にFAとなった。

### マーリンズ時代

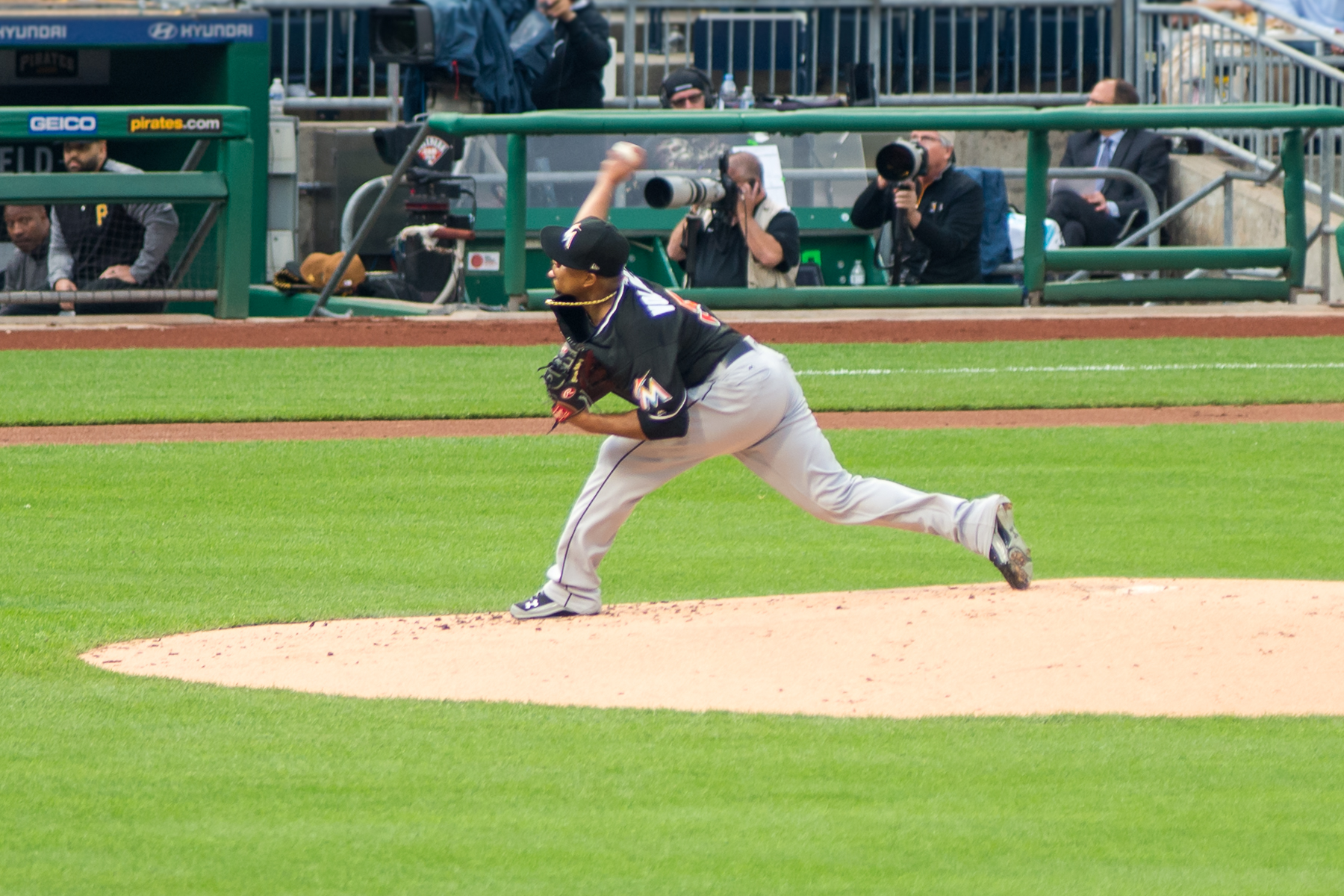
マイアミ・マーリンズ時代
（2017年6月8日）

2016年12月1日にマイアミ・マーリンズと2年2200万ドルで契約を結んだ。
2017年開幕前の2月8日に第4回WBCのドミニカ共和国代表に選出され、3大会連続3度目の選出を果たした。
シーズンでは開幕7連敗を喫するスタートとなったが、6月3日のアリゾナ・ダイヤモンドバックス戦で98球での自身初のノーヒットノーランを達成した。この日は、同郷でロイヤルズ時代のチームメートでシーズン開幕前に夭逝したヨーダノ・ベンチュラの誕生日で、試合前と試合後に彼と一緒に写った写真を投稿した。しかしその後右肘靱帯損傷により2度目のトミー・ジョン手術を受けることとなり、シーズン終了となった。12月13日に自由契約となったが、残契約（2018年の年俸1300万ドル）の支払い義務はマーリンズにあり、トミー・ジョン手術からのリハビリが終われば再契約する意思はあると伝えられている。

### レンジャーズ復帰
2018年2月16日にレンジャーズと2年間のマイナー契約を結んだ（1年間は前述の手術のリハビリ期間に充てる予定）。同年はメジャーでの登板は無かったが、オフの11月20日にメジャーの40人枠に登録された。
2019年オフの10月31日にFAとなったが、12月19日にマイナー契約を結び、2020年のスプリングトレーニングに招待選手として参加することになった。
2020年7月23日にメジャー契約を結んで40人枠入りした。オフの10月28日にFAとなった。

### 引退後
引退後は母国ドミニカ共和国で野球アカデミーを経営。
2025年のスプリングトレーニングでは古巣ロイヤルズのゲストコーチを務めた。

## 投球スタイル
最速球速98.4mph（約158km/h）・平均93mph（約150km/h）の二種類の速球（シンカー・フォーシーム）を中心に、平均83mph（約134km/h）のチェンジアップ、平均80mph（約129km/h）のナックルカーブの計4球種を持ち球とする。

2012年まで速球はフォーシーム主体だったが、2013年からシンカー主体に転身。また、2014年途中から普通のカーブからナックルカーブに変更している。チェンジアップはペドロ・マルティネスと比較されるほどの精度を誇っている。2012年以前の与四球率は5点台前後と制球難が課題であったが、2014年以降は3点台前半となり以前よりは大幅に改善された。

## 人物
2015年のワールドシリーズ初戦に先発登板したが、試合直前に父親のダニエル氏を心臓病の合併症により63歳で亡くしている。訃報を受けたネッド・ヨスト監督は、ボルケスには知らせず、ボルケスはそのまま先発し、6イニングを6安打・3失点に抑えた。（勝敗はつかなかったがチームは勝利した）交代を告げられたボルケスは、ヨスト監督から父親の死去を告げられると試合中にチームを離れ、ドミニカ共和国に戻って葬儀に参列した。ロイヤルズの王手で迎えたシリーズ第5戦を前に、ボルケスがチームに合流。先発登板すると、6イニングを2安打・2失点と好投し、チームは30年ぶりに世界一となった。
2017年1月に故郷・ドミニカ共和国の首都サント・ドミンゴにある理容店で、ボルケスの兄弟であるブランディが刺されるという事件が起きた。ブランディは、その後死亡が確認され、ボルケスは1年半のうちに2人も肉親を失うことになった。
趣味はゴルフ。

## 詳細情報

### 年度別投手成績
| 年 度     | 球 団     | 登 板 | 先 発 | 完 投 | 完 封 | 無 四 球 | 勝 利 | 敗 戦 | セ 丨 ブ | ホ 丨 ル ド | 勝 率 | 打 者 | 投 球 回 | 被 安 打 | 被 本 塁 打 | 与 四 球 | 敬 遠 | 与 死 球 | 奪 三 振 | 暴 投 | ボ 丨 ク | 失 点 | 自 責 点 | 防 御 率 | W H I P |
| --------- | --------- | ----- | ----- | ----- | ----- | -------- | ----- | ----- | -------- | ----------- | ----- | ----- | -------- | -------- | ----------- | -------- | ----- | -------- | -------- | ----- | -------- | ----- | -------- | -------- | ------- |
| 2005      | TEX       | 6     | 3     | 0     | 0     | 0        | 0     | 4     | 0        | 0           | .000  | 75    | 12.2     | 25       | 3           | 10       | 0     | 2        | 11       | 0     | 0        | 22    | 20       | 14.21    | 2.76    |
| 2006      | TEX       | 8     | 8     | 0     | 0     | 0        | 1     | 6     | 0        | 0           | .143  | 164   | 33.1     | 52       | 7           | 17       | 0     | 1        | 15       | 0     | 0        | 28    | 27       | 7.29     | 2.07    |
| 2007      | TEX       | 6     | 6     | 0     | 0     | 0        | 2     | 1     | 0        | 0           | .667  | 149   | 34.0     | 34       | 4           | 15       | 0     | 2        | 29       | 0     | 0        | 18    | 17       | 4.50     | 1.44    |
| 2008      | CIN       | 33    | 32    | 0     | 0     | 0        | 17    | 6     | 0        | 0           | .739  | 838   | 196.0    | 167      | 14          | 93       | 5     | 14       | 206      | 10    | 1        | 82    | 70       | 3.21     | 1.33    |
| 2009      | CIN       | 9     | 9     | 0     | 0     | 0        | 4     | 2     | 0        | 0           | .667  | 218   | 49.2     | 34       | 6           | 32       | 0     | 5        | 47       | 2     | 1        | 25    | 24       | 4.35     | 1.33    |
| 2010      | CIN       | 12    | 12    | 0     | 0     | 0        | 4     | 3     | 0        | 0           | .571  | 275   | 62.2     | 59       | 6           | 35       | 0     | 3        | 67       | 5     | 0        | 30    | 30       | 4.31     | 1.50    |
| 2011      | CIN       | 20    | 20    | 0     | 0     | 0        | 5     | 7     | 0        | 0           | .417  | 489   | 108.2    | 106      | 19          | 65       | 3     | 4        | 104      | 5     | 2        | 72    | 69       | 5.71     | 1.57    |
| 2012      | SD        | 32    | 32    | 1     | 1     | 0        | 11    | 11    | 0        | 0           | .500  | 802   | 182.2    | 160      | 14          | 105      | 6     | 9        | 174      | 9     | 1        | 88    | 84       | 4.14     | 1.45    |
| 2013      | SD        | 27    | 27    | 0     | 0     | 0        | 9     | 10    | 0        | 0           | .474  | 659   | 142.1    | 168      | 14          | 69       | 2     | 3        | 116      | 11    | 0        | 100   | 95       | 6.01     | 1.67    |
| 2013      | LAD       | 6     | 5     | 0     | 0     | 0        | 0     | 2     | 0        | 0           | .000  | 118   | 28.0     | 25       | 5           | 8        | 0     | 0        | 26       | 5     | 0        | 14    | 13       | 4.18     | 1.18    |
| '13計     | LAD       | 33    | 32    | 0     | 0     | 0        | 9     | 12    | 0        | 0           | .429  | 777   | 170.1    | 193      | 19          | 77       | 2     | 3        | 142      | 16    | 0        | 114   | 108      | 5.71     | 1.59    |
| 2014      | PIT       | 32    | 31    | 1     | 0     | 0        | 13    | 7     | 0        | 0           | .650  | 809   | 192.2    | 166      | 17          | 71       | 6     | 14       | 140      | 15    | 0        | 75    | 65       | 3.04     | 1.23    |
| 2015      | KC        | 34    | 33    | 1     | 0     | 0        | 13    | 9     | 0        | 0           | .591  | 850   | 200.1    | 190      | 16          | 72       | 1     | 8        | 155      | 3     | 0        | 89    | 79       | 3.55     | 1.31    |
| 2016      | KC        | 34    | 34    | 0     | 0     | 0        | 10    | 11    | 0        | 0           | .476  | 853   | 189.1    | 217      | 23          | 76       | 1     | 7        | 139      | 5     | 1        | 124   | 113      | 5.37     | 1.55    |
| 2017      | MIA       | 17    | 17    | 1     | 1     | 0        | 4     | 8     | 0        | 0           | .333  | 397   | 92.1     | 78       | 8           | 53       | 3     | 3        | 81       | 4     | 0        | 46    | 43       | 4.19     | 1.42    |
| 2019      | TEX       | 11    | 4     | 0     | 0     | 0        | 0     | 1     | 0        | 1           | .000  | 75    | 16.0     | 20       | 3           | 12       | 0     | 0        | 10       | 3     | 0        | 12    | 12       | 6.75     | 2.00    |
| 2020      | TEX       | 7     | 0     | 0     | 0     | 0        | 2     | 1     | 0        | 0           | .667  | 26    | 5.2      | 6        | 0           | 2        | 0     | 1        | 3        | 0     | 0        | 4     | 4        | 6.35     | 1.41    |
| MLB：15年 | MLB：15年 | 294   | 273   | 4     | 2     | 0        | 95    | 89    | 0        | 1           | .516  | 6797  | 1546.1   | 1507     | 159         | 735      | 27    | 76       | 1323     | 77    | 6        | 829   | 765      | 4.45     | 1.45    |

- 2020年度シーズン終了時
- 各年度の太字はリーグ最高

### 記録
- MLBオールスターゲーム選出：1回（2008年）
- ノーヒットノーラン：1回（2017年6月3日、アリゾナ・ダイヤモンドバックス戦）

### 背番号
- 40（2005年）
- 38（2006年）
- 31（2007年）
- 36（2008年 - 2011年、2014年 - 2017年、2019年 - 2020年）
- 37（2012年 - 2013年途中）
- 30（2013年途中 - 同年終了）

### 代表歴
- 2009 ワールド・ベースボール・クラシック・ドミニカ共和国代表
- 2013 ワールド・ベースボール・クラシック・ドミニカ共和国代表
- 2017 ワールド・ベースボール・クラシック・ドミニカ共和国代表